# Henrik Jan van Asbeck
Henrik Jan baron van Asbeck (Buitenzorg, 9 juni 1924 - 's-Gravenhage, 8 juli 2011) was een Nederlands ambtenaar en particulier secretaris van prinses Beatrix der Nederlanden en prins Claus van Amsberg.

## Biografie
Van Asbeck was lid van de familie Van Asbeck en zoon van prof. mr. dr. Frederik Mari baron van Asbeck (1889-1968), hoogleraar volkenrecht en internationale politieke geschiedenis, en Elisabeth Diderica Walradina Jonckheer (1893-1978). Hij trouwde in 1954 met Sonja Francisca Driessen (1924-2018) met wie hij drie kinderen kreeg, onder wie Peter van Asbeck en Ewout van Asbeck.
Na zijn studie rechten werd Van Asbeck ambtenaar bij het ministerie van Buitenlandse Zaken. In 1954 werd hij particulier secretaris van de ministers Johan Willem Beyen en Joseph Luns bij dat ministerie. Op 1 april 1967 werd hij benoemd tot particulier secretaris en hoofd van het gezamenlijk particulier secretariaat van prinses Beatrix en prins Claus der Nederlanden, hetgeen hij bleef tot 1971. Bij zijn vertrek in die laatste functie kreeg hij het Erekruis in de Huisorde van Oranje. Hij was ook vicekanselier van de Koninklijke Huisorden.
Van Asbeck was directeur binnenland van het Nederlandse Rode Kruis en officier in de Orde van Oranje-Nassau.